# Skobalj (Lajkovac)
Skobalj (Lajkovac) (em cirílico: Скобаљ) é uma vila da Sérvia localizada no município de Lajkovac, pertencente ao distrito de Kolubara. A sua população era de 177 habitantes segundo o censo de 2011.

## Demografia
| 1948 | 1953 | 1961 | 1971 | 1981 | 1991 | 2002 | 2011 |
| ---- | ---- | ---- | ---- | ---- | ---- | ---- | ---- |
| 516  | 459  | 454  | 403  | 326  | 306  | 241  | 177  |